# Aserbajdsjans U/20-fodboldlandshold
Aserbajdsjans U/20-fodboldlandshold er det nationale fodboldhold i Aserbajdsjan for spillere under 20 år, og landsholdet bliver administreret af Azərbaycan Futbol Federasiyaları Assosiasiyası.
| Fodbold | Spire Denne artikel om fodbold er en spire som bør udbygges. Du er velkommen til at hjælpe Wikipedia ved at udvide den. |